# 魂呼ばい
魂呼ばい（たまよばい）とは、日本および沖縄の民間信仰における死者の魂を呼びかえす呪術行為である。死を不可逆的なものと見なさず復活の可能性が信じられたところからくる。

## 概要
現代日本では死体は火葬に付されるのが一般的で復活の観念は生じにくいが、後世火葬が完全に定着するまでには長い時間を要し、それまでは土葬が主流であった。特に古代では埋葬する前に殯（もがり）という一定期間を設け、復活への望みを託したとされる。
具体的なものとしては、死者の出た家の屋根に登って、大声で死者の名を呼んだりする風習があった。
魂呼ばいが記録に残っている例としては、平安時代の『小右記』万寿2年6月に藤原道長の娘尚侍が死亡した夜行われた例が見える。このことからも当時の貴族の間にも儀式の慣習が残っていたことがうかがえる。
沖縄では「魂込め（マブイグウミ）」「魂呼び（タマスアビー）」などの呼称があり、久高島では「マンブカネー（魂を囲い入れる、というような意味）」と呼ばれる。マンブカネーで興味深いのは、儀式から魂の出入り口が両肩の後ろ辺りに想定されていると思われる点である。